# 2,6-dichloorindofenol
2,6-Dichloorindofenol, dikwijls afgekort tot DCPIP (van de Engelse naam: 2,6-dichlorophenolindophenol), is een organische verbinding die gebruikt wordt om het vrijkomen van reductie-equivalenten bij biochemische reacties spectrofotometrisch te kunnen meten. Het wordt ook wel aangeduid als het Tillmans-reagens, naar de Duitse scheikundige Josef Tillmans.

## Structuur en eigenschappen
2,6-Dichloorindofenol is een zeer elektronenrijke verbinding: het pi-systeem van de twee fenolringen is verbonden door een imide-binding, waardoor de elektronen sterk kunnen delokaliseren. Dientengevolgde zijn de elektronen makkelijk aan te slaan en absorbeert de verbinding elektromagnetische straling in het zichtbare spectrum, met name bij een golflengte van 605 nm.
Wanneer er elektronen vrijkomen, dan wordt de imide-binding in 2,6-dichloorindofenol daardoor gereduceerd:
De aromatische fenolringen worden hierbij ontkoppeld waardoor de elektronen in veel mindere mate gedelokaliseerd zijn. 2,6-dichloorindofenol absorbeert dus niet meer in het zichtbare gedeelte van het elektromagnetisch spectrum. De gereduceerde toestand is dan ook kleurloos. De kleurverandering en bijhorende elektrodepotentiaal kan gemakkelijk gemeten worden. Wanneer er nog geen 2,6-dichloorindofenol gereduceerd is, wordt een hoge absorptie gemeten bij een golflengte van 605 nm, maar wanneer het volledig gereduceerd is, zal er geen noemenswaardige absorptie meer worden gemeten bij die golflengte.

## Toepassingen
2,6-Dichloorindofenol wordt onder meer gebruikt bij het onderzoeken van reactieketens waarbij NADH wordt omgezet in NAD+. Dit gebeurt onder meer bij de oxidatieve fosforylering.
2,6-Dichloorindofenol kan als indicator voor vitamine C (ascorbinezuur) worden gebruikt.